# Хейнс, Уоррен
Уо́ррен Хейнс (англ. Warren Haynes, род. 6 апреля 1960) — американский рок- и блюзовый гитарист и вокалист.
Наиболее известен по своей продолжительной работе в качестве гитариста в группе Allman Brothers Band и как один из основателей и оригинальных участников группы Gov’t Mule. Также на заре своей музыкальной карьеры был гитаристом у Дэвида Аллана Ко и в группе Дики Беттса The Dickey Betts Band. Также музыкант известен по своей работе с оставшимися в живых участниками Grateful Dead — в частности, он ездил в концертные туры с «Филом Лешем и друзьями» и группой «The Dead». Также Хейнс основал и руководит лейблом звукозаписи Evil Teen Records.
Журнал «Роллинг стоун» поместил Уоррена Хейнса на 23 место в своём опубликованном в 2003 году «Списке ста величайших гитаристов всех времен».

## Дискография
- См. «Warren Haynes § Discography» в английском разделе.